# Berasia
Berasia är en ort i Indien.   Den ligger i distriktet Bhopāl och delstaten Madhya Pradesh, i den centrala delen av landet, 600 km söder om huvudstaden New Delhi. Berasia ligger 483 meter över havet och antalet invånare är 27 091.
Terrängen runt Berasia är platt. Runt Berasia är det ganska tätbefolkat, med 179 invånare per kvadratkilometer. Det finns inga andra samhällen i närheten. Trakten runt Berasia består till största delen av jordbruksmark.